# Journée nationale des peuples autochtones

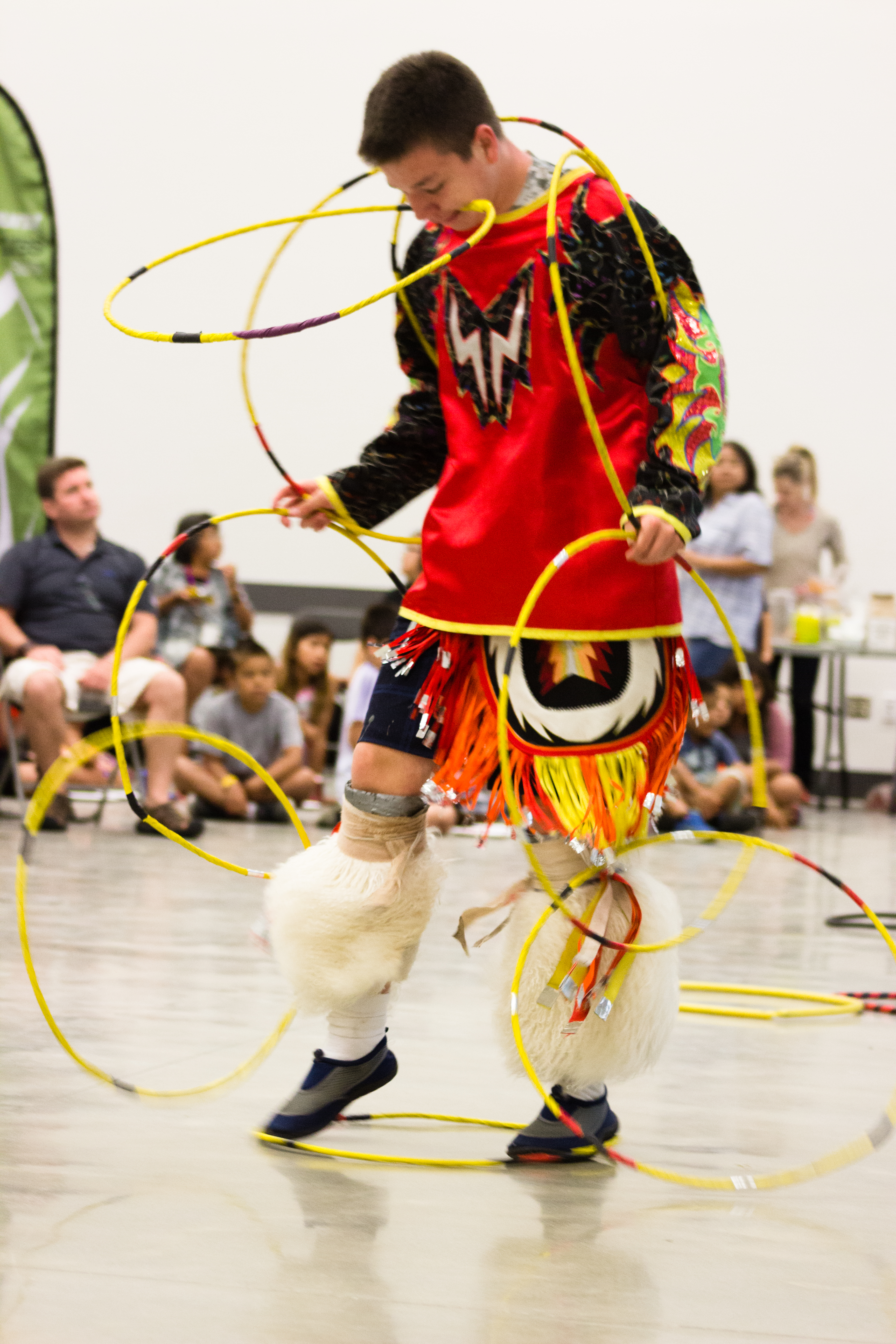
Journée nationale des peuples autochtones 2015

La Journée nationale des peuples autochtones (anglais : National Aboriginal Day est une journée célébrant le patrimoine, la diversité culturelle et les contributions des Premières Nations, des Inuits et des Métis au Canada. Elle a lieu chaque année le 21 juin et est un jour férié dans certains territoires comme au Yukon. 
La première Journée nationale des Autochtones a eu lieu en 1996 à la suite d'une proclamation du Gouverneur général Roméo LeBlanc. 